# Pelargonium quercetorum
Pelargonium quercetorum är en näveväxtart som beskrevs av Andrew David Quentin Agnew. Pelargonium quercetorum ingår i släktet pelargoner, och familjen näveväxter. Inga underarter finns listade i Catalogue of Life.